# Fotbal Club UTA Arad
Il Fotbal Club UTA Arad, meglio noto come UTA Arad, è una società calcistica rumena con sede nella città di Arad. Milita nella Liga I, prima serie del campionato rumeno di calcio.
Fondato il 18 aprile 1945, vanta la vittoria di sei campionati nazionali, il maggior numero di titoli per una squadra non originaria di Bucarest, e due Coppe di Romania.

## Storia
Il club venne fondato dal barone Francisc von Neumann, proprietario delle Industrie tessili Arad (Întreprinderii Textile Arad) il 18 aprile 1945. Il primo campionato al quale partecipò fu quello del 1946-1947 con il nome IT Arad, terminato al primo posto. Il colore della maglia, scelto dal fondatore, è un tributo all'Arsenal, squadra di calcio inglese. Successivamente il sodalizio cambiò il nome in UT Arad e partecipò per 34 edizioni consecutive al massimo campionato rumeno.
In campo internazionale, il miglior risultato ottenuto dall'UTA Arad sono i quarti di finale della Coppa UEFA 1971-1972, dove il club fu sconfitto dal Tottenham futuro vincitore della coppa. L'anno precedente, in Coppa dei Campioni, l'Arad aveva sconfitto il Feyenoord, detentore del trofeo.
Dopo la retrocessione alla fine della Divizia A 1978-1979, il club giocò nella Divizia B, per poi retrocedere in Liga III nel 2006. La fusione con il Liberty Salonta permise il ritorno in Liga I, dove il club militò per due anni prima di tornare nelle categorie inferiori. Nel 2020 la squadra ha riguadagnato la massima serie.
Il 28 agosto 2020 è stato inaugurato lo stadio Francisc von Neumann, in cui la squadra ha disputato la prima partita di Liga I contro il Voluntari, match conclusosi con un pareggio a reti inviolate senza pubblico, in ossequio alle norme anti-COVID-19.

## Cronistoria del nome
- 1945: il club è fondato con il nome di IT Arad
- 1950: il club è rinominato Flamura Rosie Arad
- 1958: il club è rinominato UT Arad
- 1984: il club è rinominato FCM UT Arad
- 1989: il club è rinominato UTA Arad
- 1997: il club è rinominato FC UTA Arad
- 2013: il club è rinominato FC UTA Bătrâna Doamnă Arad
- 2017: il club è rinominato FC UTA Arad

## Palmarès

### Competizioni nazionali
- Campionato rumeno: 6

1946-1947, 1947-1948, 1950, 1954, 1968-1969, 1969-1970
- Coppa di Romania: 2

1947-1948, 1953
- Liga II: 4

1980-1981, 1992-1993, 2001-2002, 2019-2020
- Liga III: 1

2014-2015

### Altri piazzamenti
- Campionato rumeno:

Secondo posto: 1971-1972
Terzo posto: 1953
- Coppa di Romania:

Finalista: 1950, 1965-1966
Semifinalista: 1960-1961, 2022-2023
- Liga II:

Terzo posto: 2016-2017

## Statistiche e record

### Statistiche nelle competizioni UEFA per club
Tabella aggiornata alla fine della stagione 2019-2020.
| Competizione                  | Partecipazioni | G  | V | N | P | RF | RS |
| ----------------------------- | -------------- | -- | - | - | - | -- | -- |
| UEFA Champions League         | 2              | 6  | 0 | 2 | 4 | 3  | 17 |
| Coppa UEFA/UEFA Europa League | 2              | 10 | 3 | 2 | 5 | 13 | 14 |

## Organico

### Rosa 2023-2024
Aggiornata al 11 ottobre 2023.
| N. |                       | Ruolo | Calciatore           |
| -- | --------------------- | ----- | -------------------- |
| 2  | Portogallo (bandiera) | C     | Diogo Rodrigues      |
| 4  | Romania (bandiera)    | D     | Alexandru Benga      |
| 6  | Grecia (bandiera)     | D     | Stefanos Stroungīs   |
| 7  | Romania (bandiera)    | C     | Albert Stahl         |
| 9  | Romania (bandiera)    | A     | Valentin Costache    |
| 10 | Slovacchia (bandiera) | C     | Andrej Fábry         |
| 11 | Germania (bandiera)   | C     | Reagy Ofosu          |
| 13 | Ucraina (bandiera)    | P     | Danylo Kučer         |
| 14 | Romania (bandiera)    | C     | Marcelo Freitas      |
| 16 | Romania (bandiera)    | A     | Raul Stanciu         |
| 17 | Austria (bandiera)    | A     | Aleksandar Vucenovic |
| 18 | Mauritania (bandiera) | D     | Aly Abeid            |
| 19 | Romania (bandiera)    | A     | Claudiu Micovschi    |

| N. |                           | Ruolo | Calciatore         |
| -- | ------------------------- | ----- | ------------------ |
| 21 | Romania (bandiera)        | C     | Cristian Mihai     |
| 26 | Romania (bandiera)        | D     | Darius Iurasciuc   |
| 30 | Croazia (bandiera)        | D     | Marko Stolnik      |
| 39 | Paesi Bassi (bandiera)    | A     | Kyvon Leidsman     |
| 55 | Romania (bandiera)        | C     | Rareș Pop          |
| 93 | Romania (bandiera)        | P     | Florin Iacob       |
| 98 | Romania (bandiera)        | D     | Tiberiu Căpușă     |
| 99 | Romania (bandiera)        | A     | Ahmet Ekmekci      |
|    | Romania (bandiera)        | P     | Denis Lungu Bocean |
|    | Guinea (bandiera)         | D     | Ibrahima Conté     |
|    | Nigeria (bandiera)        | D     | Franklin Agha      |
|    | Rep. del Congo (bandiera) | D     | Ravy Tsouka        |
|    | Paesi Bassi (bandiera)    | A     | Kevin Luckassen    |

### Rosa 2022-2023
Aggiornata al 25 febbraio 2023.
| N. |                    | Ruolo | Calciatore          |
| -- | ------------------ | ----- | ------------------- |
|    | Romania (bandiera) | P     | Florin Iacob        |
|    | Romania (bandiera) | D     | Alexandru Pătlăgică |
|    | Romania (bandiera) | D     | Constantin Dima     |
|    | Romania (bandiera) | D     | Alexandru Benga     |
|    | Italia (bandiera)  | A     | Godberg Cooper      |
|    | Romania (bandiera) | A     | Claudiu Micovschi   |

| N. |                    | Ruolo | Calciatore      |
| -- | ------------------ | ----- | --------------- |
|    | Romania (bandiera) | A     | Fabiano Cibi    |
|    | Romania (bandiera) | A     | Paul Mercioiu   |
|    | Canada (bandiera)  | A     | Easton Ongaro   |
|    | Romania (bandiera) | C     | Denis Hrezdac   |
|    | Romania (bandiera) | C     | Damian Isac     |
|    | Romania (bandiera) | C     | Florentin Matei |

### Rosa 2021-2022
Aggiornata al 4 marzo 2022.
| N. |                        | Ruolo | Calciatore          |
| -- | ---------------------- | ----- | ------------------- |
| 2  | Romania (bandiera)     | D     | Constantin Dima     |
| 3  | Croazia (bandiera)     | D     | Vinko Međimorec     |
| 4  | Romania (bandiera)     | D     | Alexandru Benga     |
| 5  | Lituania (bandiera)    | C     | Modestas Vorobjovas |
| 9  | Croazia (bandiera)     | A     | Filip Dangubić      |
| 10 | Romania (bandiera)     | C     | David Miculescu     |
| 11 | Lituania (bandiera)    | A     | Karolis Laukžemis   |
| 15 | Montenegro (bandiera)  | D     | Marko Vukčević      |
| 17 | Nigeria (bandiera)     | D     | Philip Otele        |
| 19 | Albania (bandiera)     | C     | Idriz Batha         |
| 20 | Paesi Bassi (bandiera) | C     | Desley Ubbink       |
| 21 | Brasile (bandiera)     | D     | Erico               |

| N. |                     | Ruolo | Calciatore          |
| -- | ------------------- | ----- | ------------------- |
| 22 | Romania (bandiera)  | D     | Alexandru Pătlăgică |
| 23 | Lituania (bandiera) | D     | Rolandas Baravykas  |
| 26 | Italia (bandiera)   | A     | Nicolao Dumitru     |
| 28 | Romania (bandiera)  | A     | Fabiano Cibi        |
| 33 | Romania (bandiera)  | P     | Dragoș Balauru      |
| 44 | Romania (bandiera)  | A     | Paul Mercioiu       |
| 55 | Russia (bandiera)   | D     | Evgenij Šljakov     |
| 70 | Canada (bandiera)   | A     | Easton Ongaro       |
| 93 | Romania (bandiera)  | P     | Florin Iacob        |
| 97 | Romania (bandiera)  | C     | Denis Hrezdac       |
| 98 | Romania (bandiera)  | C     | Damian Isac         |
|    | Romania (bandiera)  | C     | Florentin Matei     |

### Rosa 2020-2021
Aggiornata al 7 gennaio 2021.
| N. |                     | Ruolo | Calciatore             |
| -- | ------------------- | ----- | ---------------------- |
| 4  | Romania (bandiera)  | D     | Alexandru Benga        |
| 5  | Lituania (bandiera) | C     | Modestas Vorobjovas    |
| 6  | Romania (bandiera)  | C     | Alexandru Albu         |
| 8  | Romania (bandiera)  | A     | Liviu Antal            |
| 9  | Brasile (bandiera)  | C     | Roger                  |
| 10 | Romania (bandiera)  | C     | David Miculescu        |
| 11 | Romania (bandiera)  | C     | Alexandru Oroian       |
| 17 | Romania (bandiera)  | D     | Cristian Melinte       |
| 18 | Romania (bandiera)  | D     | Florin Ilie            |
| 19 | Romania (bandiera)  | A     | Ciprian Rus (capitano) |
| 20 | Albania (bandiera)  | D     | Simon Rrumbullaku      |
| 21 | Brasile (bandiera)  | D     | Erico                  |
| 22 | Romania (bandiera)  | C     | Cristian Bustea        |

| N. |                    | Ruolo | Calciatore         |
| -- | ------------------ | ----- | ------------------ |
| 23 | Romania (bandiera) | C     | Neluț Roșu         |
| 26 | Romania (bandiera) | D     | Marius Tomozei     |
| 28 | Romania (bandiera) | A     | Valentin Buhăcianu |
| 31 | Romania (bandiera) | P     | Haralambie Mociu   |
| 33 | Romania (bandiera) | P     | Dragoș Balauru     |
| 41 | Romania (bandiera) | C     | Dragoș Tescan      |
| 44 | Romania (bandiera) | A     | Albert Voinea      |
| 86 | Romania (bandiera) | C     | Denis Rusu         |
| 88 | Romania (bandiera) | A     | Ioan Hora          |
| 93 | Romania (bandiera) | P     | Florin Iacob       |
| 97 | Romania (bandiera) | C     | Denis Hrezdac      |
| 98 | Romania (bandiera) | C     | Damian Isac        |

### Rosa 2019-2020
| N. |                           | Ruolo | Calciatore        |
| -- | ------------------------- | ----- | ----------------- |
| 1  | Romania (bandiera)        | P     | Raul Opric        |
| 12 | Romania (bandiera)        | P     | Dragoș Balauru    |
| 93 | Romania (bandiera)        | P     | Florin Iacob      |
| 3  | Romania (bandiera)        | D     | Andrei Rus        |
| 13 | Romania (bandiera)        | D     | Eric Pașcu        |
| 17 | Romania (bandiera)        | D     | Cristian Melinte  |
| 18 | Romania (bandiera)        | D     | Florin Ilie       |
| 20 | Albania (bandiera)        | D     | Simon Rrumbullaku |
| 23 | Romania (bandiera)        | D     | Bogdan Stancu     |
| 26 | Romania (bandiera)        | D     | Marius Tomozei    |
| 30 | Romania (bandiera)        | D     | Radu Crișan       |
| 45 | Romania (bandiera)        | D     | Denis Salka       |
| 5  | Costa d'Avorio (bandiera) | C     | Stephan Coulibaly |
| 6  | Romania (bandiera)        | C     | Cristian Pușcaș   |

| N. |                    | Ruolo | Calciatore             |
| -- | ------------------ | ----- | ---------------------- |
| 7  | Romania (bandiera) | C     | Octavian Ursu          |
| 8  | Romania (bandiera) | C     | Cristian Bustea        |
| 10 | Romania (bandiera) | C     | David Miculescu        |
| 11 | Romania (bandiera) | C     | Alexandru Oroian       |
| 21 | Marocco (bandiera) | C     | Soufiane Jebari        |
| 22 | Romania (bandiera) | C     | Cătălin Vulturar       |
| 27 | Romania (bandiera) | C     | Romario Moise          |
| 75 | Romania (bandiera) | C     | Andrei Gavrilă         |
| 77 | Romania (bandiera) | C     | Alexandru Ciucur       |
| 97 | Romania (bandiera) | C     | Denis Hrezdac          |
| 98 | Romania (bandiera) | C     | Damian Isac            |
| 9  | Romania (bandiera) | A     | Alexandru Ioniță       |
| 19 | Romania (bandiera) | A     | Ciprian Rus (capitano) |
| 28 | Romania (bandiera) | A     | Valentin Buhăcianu     |

### Rosa 2017-2018
| N. |                                 | Ruolo | Calciatore       |
| -- | ------------------------------- | ----- | ---------------- |
| 7  | Romania (bandiera)              | C     | Marius Curtuiuș  |
| 12 | Romania (bandiera)              | P     | Alexandru Barna  |
| 13 | Romania (bandiera)              | C     | Ionuț Tănase     |
| 14 | Romania (bandiera)              | D     | Bogdan Burlă     |
| 17 | Romania (bandiera)              | C     | Amir Jorza       |
| 18 | Romania (bandiera)              | C     | Sorin Strătilă   |
| 19 | Romania (bandiera)              | C     | Mădălin Ciucă    |
| 20 | Romania (bandiera)              | D     | Norbert Polgar   |
| 26 | Romania (bandiera)              | D     | Alexandru Manea  |
| 28 | Romania (bandiera)              | P     | Sebastian Mara   |
|    | Bosnia ed Erzegovina (bandiera) | P     | Branko Grahovac  |
|    | Romania (bandiera)              | P     | Răzvan Stanciu   |
|    | Romania (bandiera)              | D     | Denis Lazăr      |
|    | Romania (bandiera)              | D     | Cristian Scutaru |

| N. |                               | Ruolo | Calciatore        |
| -- | ----------------------------- | ----- | ----------------- |
|    | Macedonia del Nord (bandiera) | D     | Mevlan Adili      |
|    | Romania (bandiera)            | D     | Richard Filaret   |
|    | Macedonia del Nord (bandiera) | D     | Bujamin Asani     |
|    | Romania (bandiera)            | D     | Paul Copaci       |
|    | Romania (bandiera)            | D     | Adrian Suslak     |
|    | Romania (bandiera)            | C     | Darius Covaci     |
|    | Romania (bandiera)            | C     | Roland Sandu      |
|    | Romania (bandiera)            | C     | Daniel Dan        |
|    | Romania (bandiera)            | C     | Albert Stahl      |
|    | Romania (bandiera)            | C     | Ștefan Grigorie   |
|    | Romania (bandiera)            | A     | Cristian Costin   |
|    | Romania (bandiera)            | A     | Dan Roman         |
|    | Lituania (bandiera)           | P     | Tomas Švedkauskas |